# La-Pérouse-Straße
Die La-Pérouse-Straße (russ. пролив Лаперуза, proliw Laperusa; jap. 宗谷海峡, Sōya-kaikyō, Sōya-Straße) ist eine Meerenge, die den südlichen Teil der russischen Insel Sachalin vom Norden der japanischen Insel Hokkaidō trennt. Sie verbindet das Japanische Meer im Westen mit dem Ochotskischen Meer im Osten.

## Beschreibung

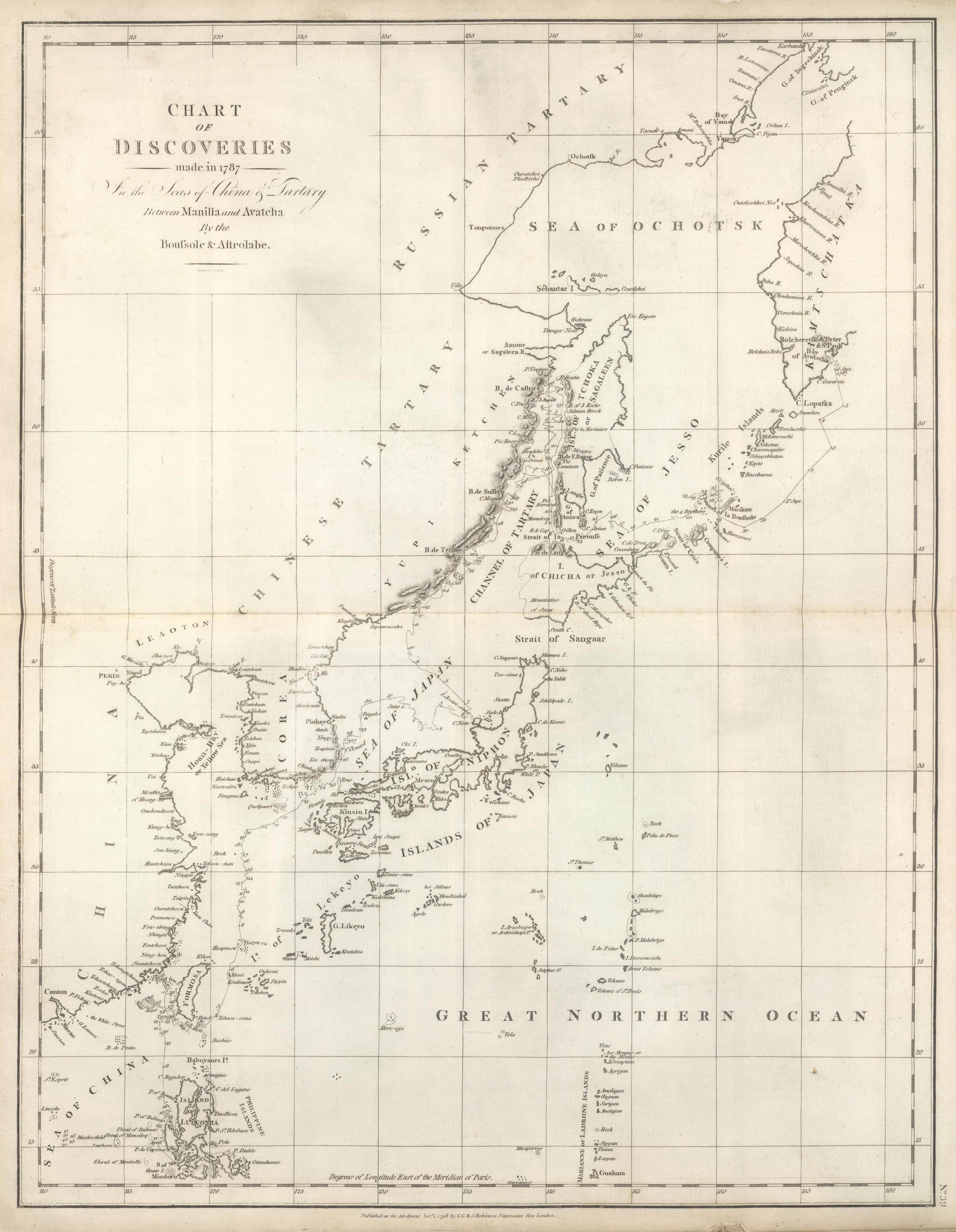
Die La-Pérouse-Straße, wie sie von La Pérouse selbst kartographiert wurde: Chart of Discoveries: In the Seas of China & Tartary (1787, Druck 1798)

Die Meerenge ist 94 km lang und an ihrer schmalsten Stelle zwischen dem russischen Kap Crillon und dem japanischen Kap Sōya 43 km breit. Ihre Tiefe beträgt zwischen 51 und 118 m. Charakteristisch sind die äußerst starken Meeresströmungen und Treibeis im Winter. In russischen Gewässern befindet sich rund 13 km vor der Küste Sachalins die kleine Felsinsel Kamen Opasnosti (russ. Камень Опасности, wörtlich „Gefahrenstein“), auf der ein zerfallener Leuchtturm steht. Eine weitere kleine Insel namens Benten-jima liegt knapp einen Kilometer vor Kap Sōya.
Benannt ist die Meerenge nach dem französischen Seefahrer Jean-François de La Pérouse, der sie im Jahr 1787 erforschte. Von 1905 bis 1945 bildete der Süden Sachalins die japanische Präfektur Karafuto. Um diesen abgelegenen Teil des Japanischen Kaiserreichs anzubinden, bestand von 1923 bis zum Ende des Zweiten Weltkriegs eine vom Eisenbahnministerium betriebene Fährverbindung zwischen den Orten Wakkanai und Ōdomari (heute Korsakow). Das private Unternehmen Penguin International richtete die Fährverbindung 1995 erneut ein; seit 2019 ist diese jedoch eingestellt.
Im Gegensatz zur üblicherweise deklarierten 12-Meilen-Zone beansprucht Japan territoriale Rechte in der La-Pérouse-Straße nur drei Seemeilen von der Insel Hokkaidō entfernt. Laut japanischen Medienberichten gilt diese Regel seit den späten 1970er Jahren, damit bei der Durchfahrt von Kriegsschiffen der United States Navy und U-Booten mit Atomwaffen durch die Meerenge keine Verletzung des atomwaffenfreien Status Japans vorliegt.
Es besteht eine Idee, unter der La-Pérouse-Straße hindurch einen Eisenbahntunnel zu errichten. Der Sachalin-Hokkaidō-Tunnel zwischen Wakkanai und Korsakow würde Japan ans russische Bahnnetz anbinden und wäre vor allem für den Güterverkehr von Bedeutung.